# 市川新十郎
市川 新十郎（いちかわ しんじゅうろう）は歌舞伎役者の名跡。当代は4代目。

## 3代目
（慶応3年4月8日（1867年5月11日） - 昭和4年（1929年）7月1日） 本名、小山元之助。

### 略歴
1874年（明治7年）九代目市川團十郎門人となり市川福之助と名乗る。同年江戸河原崎座で初舞台。1894年（明治27年）市川團七と改名。1899年（明治32年）4月、歌舞伎座で「勧進帳」の番卒、「妹背山婦女庭訓・御殿」の官女で三代目市川新十郎を襲名。名題に昇進する。小芝居から大歌舞伎などにかけて活躍し、名優の型や有職故実に詳しいことから日本俳優学校の講師となり歌舞伎界の御意見番として重きをなした。舞台では「伽羅先代萩」の外記、「助六」のくわんぺら門兵衛や道化役、あるいは歌舞伎十八番の後見など脇役として出演した。
また、隈取りの保存にも力を入れ、大田雅光との共著による『歌舞伎隈取』は貴重な芸能資料である。

### 逸話
- 生き字引的な存在で、六代目尾上菊五郎をはじめとする幹部俳優は必ず新十郎から手ほどきを受けていた。だが、芸風には品格にかけるところがあり、晩年は四代目尾上松助らに押されていい役に付けてもらえなくなった。新十郎は「何でもいいから働かしてもらいたい。どんな役にでも嫌がらずに出るんだから、たくさん出して貰いたい。一つか二つちょっと出て、それで大枚のお給金を取るのは、俺あ嫌だ。」とこぼしていた。
- 実生活ではかなり苦しく、飯のオカズは魚のアラばかりで、女房は絶えず質屋通いをしていた。ために、肉襦袢に付ける隈取りを書くなどの内職で辛うじて生計を立てていた。
- 動物好きで、家には犬や猫、文鳥、カナリヤ、オウム、雉などを多く飼っていた。また、自身の干支から七番目の動物を大事にするといいという迷信から猿を飼い、猿に関する置物を収集していた。だが、関東大震災の時に焼け死ぬのを避けるためにすべて逃がしたという。
- 弟子の一人に市川斤十郎がいるが、彼は新十郎の死後初代中村吉右衛門のもとに移り、中村秀十郎となり、戦後千谷道雄による聞き書き「秀十郎夜話」を出して歌舞伎界の大部屋俳優の生活を窺う貴重な記録を残す。

## 4代目
（1969年11月 - ）
1990年に国立劇場第10期歌舞伎俳優研修を修了した後、1991年に12代目市川團十郎に入門し、市川新七と名乗る。1996年に国立劇場特別賞、2005年に日本俳優協会賞奨励賞を受賞。2008年、四代目市川新十郎を襲名。2012年、重要無形文化財（総合認定）に認定され、伝統歌舞伎保存会会員となる。
息子は五代目市川米十郎。実父は若柳秀次朗、実弟は若柳里次朗（正派若柳流若柳会事業幹事）。従兄に山内雅喜（ヤマトホールディング㈱社長）、今井重男（千葉商科大学教授）がいる。